# Allan Bird
Pour les articles homonymes, voir Bird.
Allan Bird est un homme politique papou-néo-guinéen.

## Biographie
Titulaire d'un certificat d'études en gestion stratégique de l'université de Papouasie-Nouvelle-Guinée, il travaille comme consultant. Il est élu gouverneur de la province du Sepik oriental, et de ce fait député de la province au Parlement national, aux élections de 2017. À ce poste, il succède à Sir Michael Somare, le « père de la nation », et siège comme membre du Parti de l'alliance nationale fondé par ce dernier. En août 2019 il se joint à la majorité parlementaire du nouveau gouvernement de James Marape. En tant que gouverneur, il s'oppose, pour des raisons environnementales, au projet d'une entreprise chinoise d'exploiter des gisements d'or et de cuivre de la rivière Frieda (en), qui se jette dans le fleuve Sepik. 
Réélu gouverneur et député aux élections de 2022, il succède brièvement à Patrick Pruaitch comme chef du Parti de l'alliance nationale, mais son élection à la direction du parti est cassée pour vice de procédure, et il doit la céder à Walter Schnaubelt ; il quitte le parti et devient député indépendant,,.